# Basile de la Poiana Mărului
Basile de Poiana Mărului, (en roumain : Vasile), né en  1692 près de Poltava, mort le 25 avril 1767 à Poiana Mărului (« la clairière du pommier »), en Moldavie, est un hiéromoine roumain, enseignant, adepte de la prière de Jésus.
Il a été canonisé le 5 mars 2003 par le Saint Synode de l'Église orthodoxe roumaine. Il est célébré le 25 avril.